# Gérard Beaudet
Pour les articles homonymes, voir Beaudet.
Gérard Beaudet (né en 1954 à Montréal, Québec) est un urbaniste québécois. Il fut directeur de l'Institut d'urbanisme de l'Université de Montréal jusqu'en 2009. Il est l'auteur de nombreux livres sur l'urbanisme au Québec ainsi qu'un conférencier et débatteur prisé dans les médias sur les questions d'aménagement du territoire, de patrimoine, de développement et d'urbanisme.

## Biographie
Gérard Beaudet a passé sa jeunesse à Laval.
Il a commencé ses études universitaires au baccalauréat en architecture, qu'il a terminé en 1977 et où il a développé un intérêt pour les questions de patrimoine urbain. Durant son bac, Il a participé en 1976 au Centre de recherche en innovation urbaine, rattaché à l'Institut d'urbanisme. Par la suite, il a terminé en 1980 une maîtrise en urbanisme à l'Université de Montréal,.
Il a d'abord travaillé comme urbaniste-conseil auprès de diverses municipalités du Québec pendant une dizaine d'années pour la firme Sotar, avant d'effectuer un retour à l'université en tant que professeur à la fin des années 1980. Il a d'abord été responsable des ateliers pratiques avant d'enseigner à plein temps un cours sur l'urbanisme au Québec.

## Médias
Gérard Beaudet intervient régulièrement dans les médias sur les questions reliées à l'aménagement du territoire. Il a aussi donné de nombreuses conférences sur divers sujets et a été régulièrement invité à l'émission Il va y avoir du sport à Télé-Québec ainsi qu'à l'émission Méchant contraste sur cette même chaîne.

## Publications
- Gérald Domon, Gérard Beaudet et Karl Gauthier, Paysages en évolution : l'observatoire photographique de Memphrémagog, Montréal, Presses de l'Université de Montréal, 2021, 192 p. (ISBN 978-2-7606-4376-5, 2-7606-4376-X et 978-2-7606-4377-2, OCLC 1255711191, lire en ligne)
- Richard G. Shearmur et Gérard Beaudet, L'innovation municipale : sortir des sentiers battus, Montréal, Presses de l'Université de Montréal, 2019, 136 p. (ISBN 978-2-7606-4049-8 et 2-7606-4049-3, OCLC 1089397685, lire en ligne)
- Gérard Beaudet, Comment le Vieux Terrebonne est devenu le Vieux-Terrebonne : l'urbanisme face au défi patrimonial, Québec, Les éditions GID, 2017, 225 p. (ISBN 978-2-89634-355-3 et 2-89634-355-5, OCLC 1008901114, lire en ligne)
- Gérard Beaudet, Les dessous du printemps étudiant : la relation trouble des Québécois à l'histoire, à l'éducation et au territoire, Éditions Nota bene, 2013 (ISBN 978-2-89518-443-0 et 2-89518-443-7, OCLC 828075803, lire en ligne)
- Gérard Beaudet (dir.), Jean-Philippe Meloche (dir.) et Franck Scherrer (dir.), Questions d'urbanisme., Montréal, Les Presses de l'Université de Montréal, 2012, 144 p. (ISBN 978-2-7606-2771-0 et 2-7606-2771-3, OCLC 971366046, lire en ligne)
- Gérard Beaudet, Profession urbaniste, Montréal, Presses de l'Université de Montréal, 2007, 66 p. (ISBN 978-2-8218-5070-5, 2-8218-5070-0 et 2-7606-2503-6, OCLC 755124998, lire en ligne)
- Gérard Beaudet (directeur), L'Institut d'urbanisme 1961-1962―2001-2002 : Un urbanisme ouvert sur le monde, Montréal, Éditions Trames, 2004, 235 p. (ISBN 2-9807710-2-3)
- Gérald Domon, Gérard Beaudet et Martin Joly, Évolution du territoire laurentidien : Caractérisation et gestion des paysages, Isabelle Quentin éditeur, 2000, 138 p.
- Gérard Beaudet, Le pays réel sacrifié : la mise en tutelle de l'urbanisme au Québec, Québec, Éditions Nota bene, 2000, 362 p. (ISBN 2-89518-053-9 et 978-2-89518-053-1, OCLC 45139956, lire en ligne)
- Gérard Beaudet, Normand Cazelais et Roger Nadeau, L'espace touristique, Sainte-Foy, Presses de l'Université du Québec, 1999 (ISBN 978-1-4356-9817-8, 1-4356-9817-7 et 978-2-7605-1027-2, OCLC 431572877, lire en ligne)